# Spider: The Video Game
Pour les articles homonymes, voir Spider.
Spider: The Video Game est un jeu vidéo de plates-formes développé par Boss Game Studios et éditié par BMG Interactive, sorti en 1997 sur PlayStation.

## Système de jeu
Le joueur contrôle une araignée cybernétique.